# Massimo Barbolini
Massimo Barbolini, född 29 augusti 1964 i Modena i Italien, är en volleybolltränare. 
Han har tränat klubblag (på först herr- och sedan damsidan) i Italien och Turkiet. Han har varit förbundskapten för Italiens och Turkiets damlandslag. Han har vunnit EM med Italiens landslag samt samtliga de tre stora cupturneringarna (CEV Champions League, CEV Cup och CEV Challenge Cup) på damsidan.